# Selyembokor
A selyembokor, más néven selyemvirág vagy kínaileander (Asclepias curassavica) a tárnicsvirágúak (Gentianales) rendjébe, ezen belül a meténgfélék (Apocynaceae) családjába tartozó faj.

## Előfordulása
A selyembokor mint dísznövény és gyom egyaránt elterjedt; őshazája a trópusi Amerika. Mexikótól Argentínáig, majdnem minden közép- és dél-amerikai országban megtalálható, még a Karib-térség szigetein is. Ezt a növényfajt betelepítették Ázsia mérsékelt övi és trópusi országaiba, Afrikába, Ausztráliába, az Amerikai Egyesült Államok délkeleti államaiba és Hawaiiba, valamint egyéb csendes-óceáni szigetekre is.

## Megjelenése
A növény minden része bőséges mennyiségű tejnedvet tartalmaz. Ritka ágrendszerű félcserje, legfeljebb 120 centiméter magas, szárai kissé fásodók, gyéren ágasak. Levelei keresztben átellenesek. Levele 8-15 centiméter hosszú, 1-2 centiméter széles, mindkét végén kihegyezett, a színén sötétzöld, fonákján gyakran gyengén kékes árnyalatú. Virága körülbelül 1 centiméteres, 5 tagú; a szirmok narancsvörösek, hátratörtek, fölöttük sárga vagy narancsszínű mellékpárta helyezkedik el, amely rövid oszlopból és 5, zacskó alakú szegmensből áll, utóbbiak 1-1, a virág közepe felé görbült fogat viselnek. A virágok hajtásvégi ernyőkben fejlődnek. Termése keskeny-szivar alakú, legfeljebb 15 centiméter hosszú, kettesével, terpedten áll. A magokat fehér, selymes szőrüstök borítja.

## Egyéb
A magszőrök túl simák és törékenyek ahhoz, hogy felhasználhatók legyenek. A növény rettegett gyom, mivel gyorsan terjed, és annyira mérgező, hogy állatok nemigen nyúlnak hozzá. Csupán néhány lepkefaj, köztük a Danaus chrysippus hernyói is, falják leveleit, ezáltal maguk is mérgezővé válnak. Pillangóik a virágokat is gyakran látogatják: nektárt kutatva a mellékpártába dugják pödörnyelvüket, amelyre virágporcsomók is rátapadnak, majd más virágokra átviszik.

## Képek

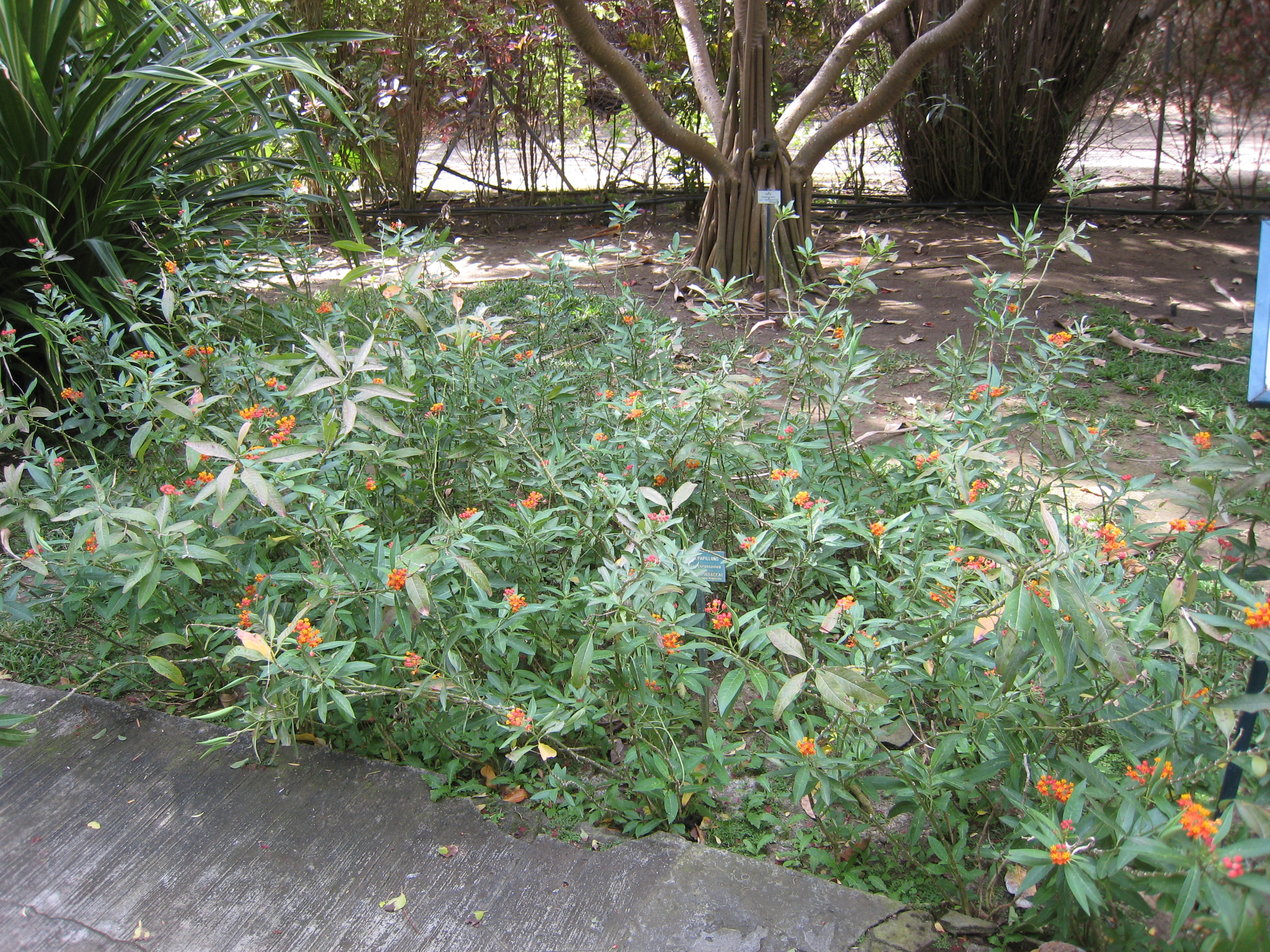
a növény
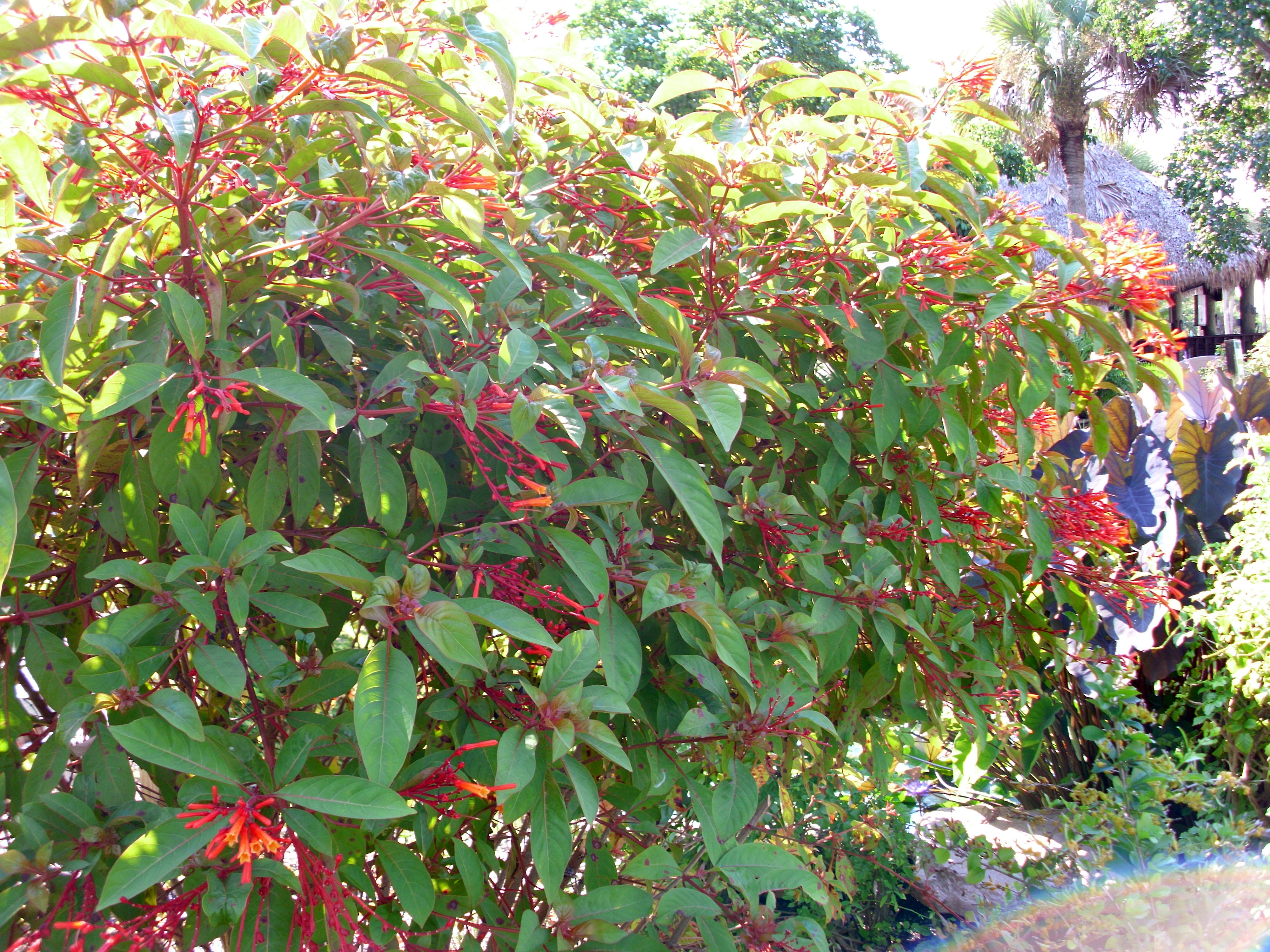
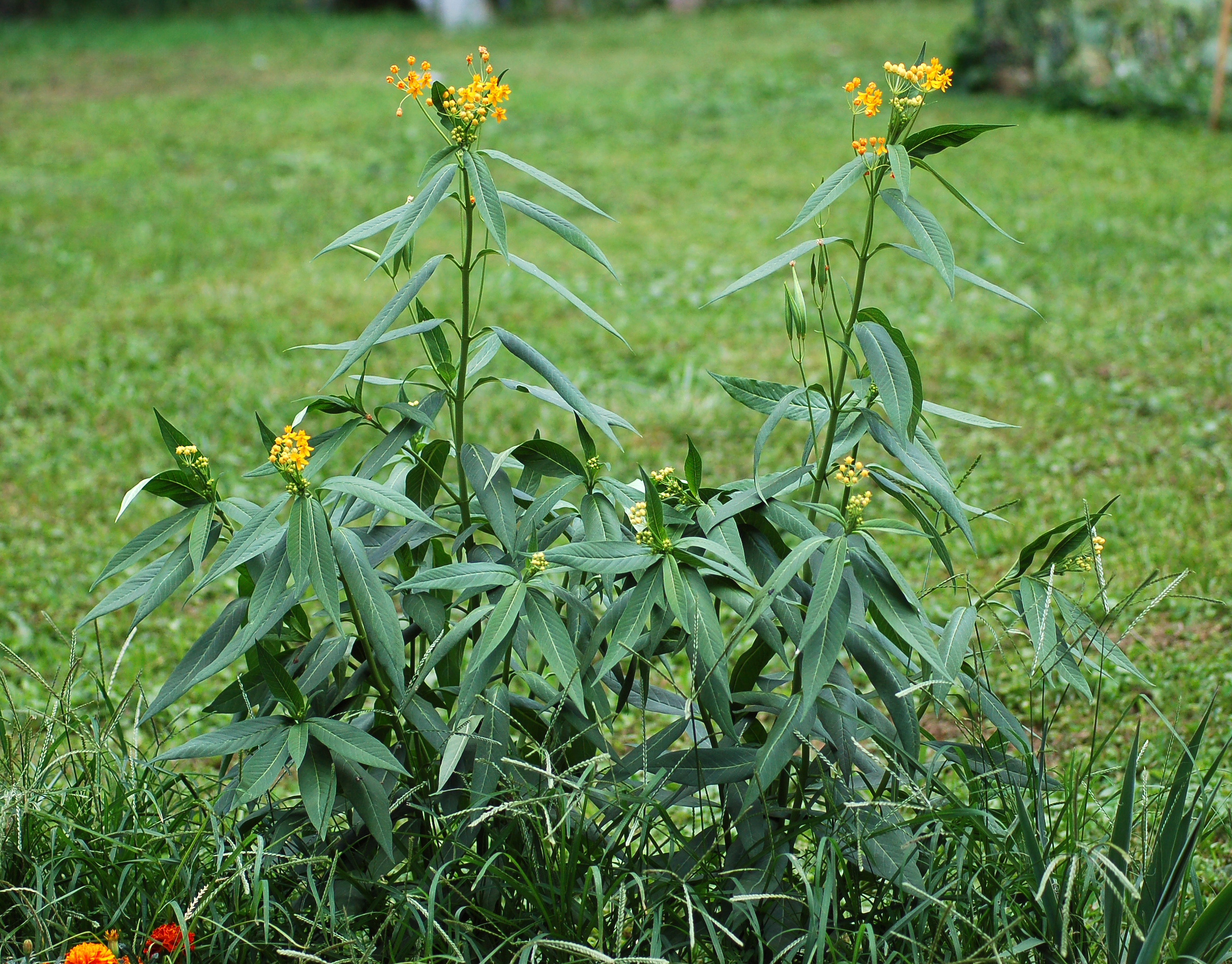
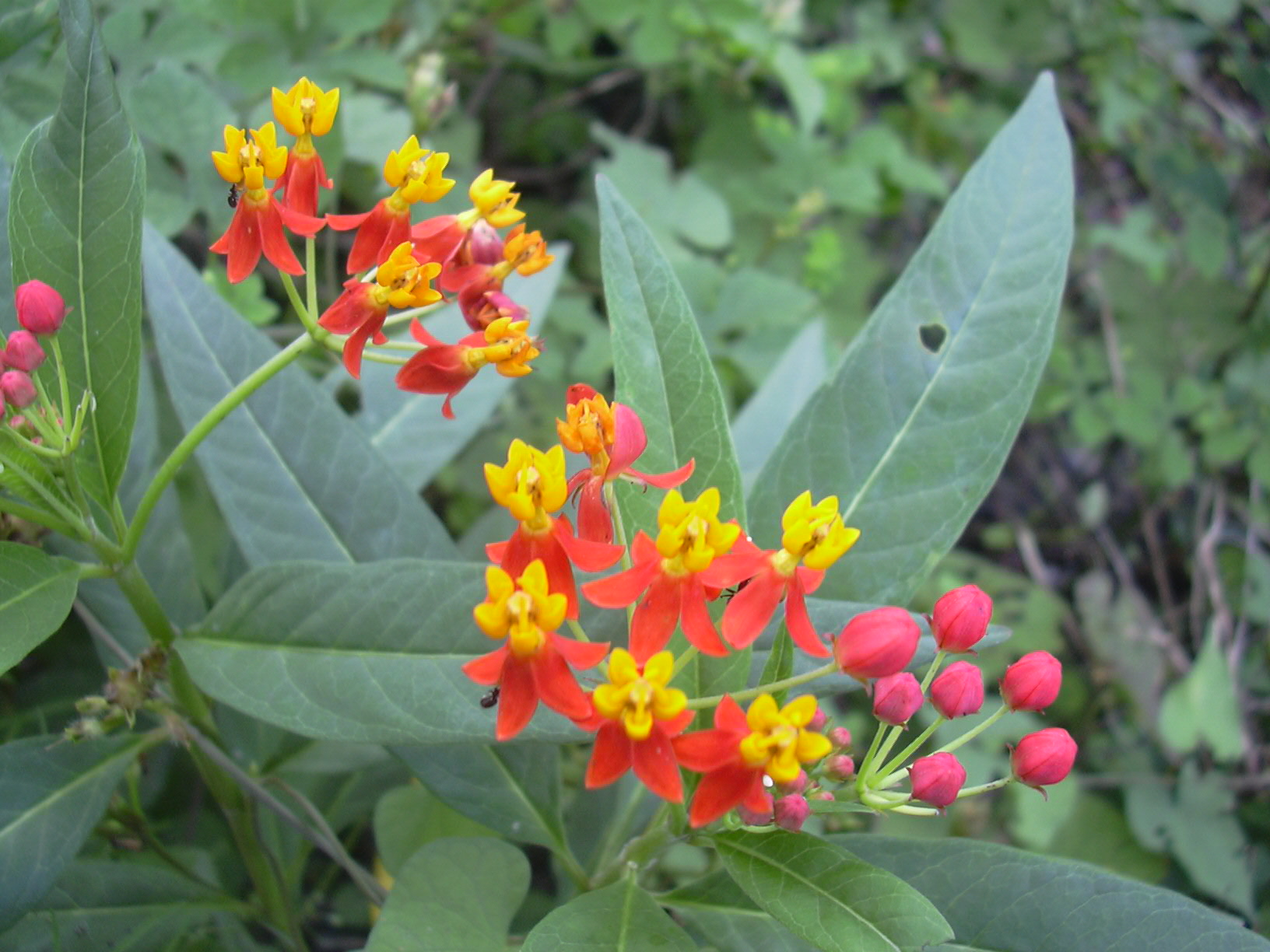
virágzatai
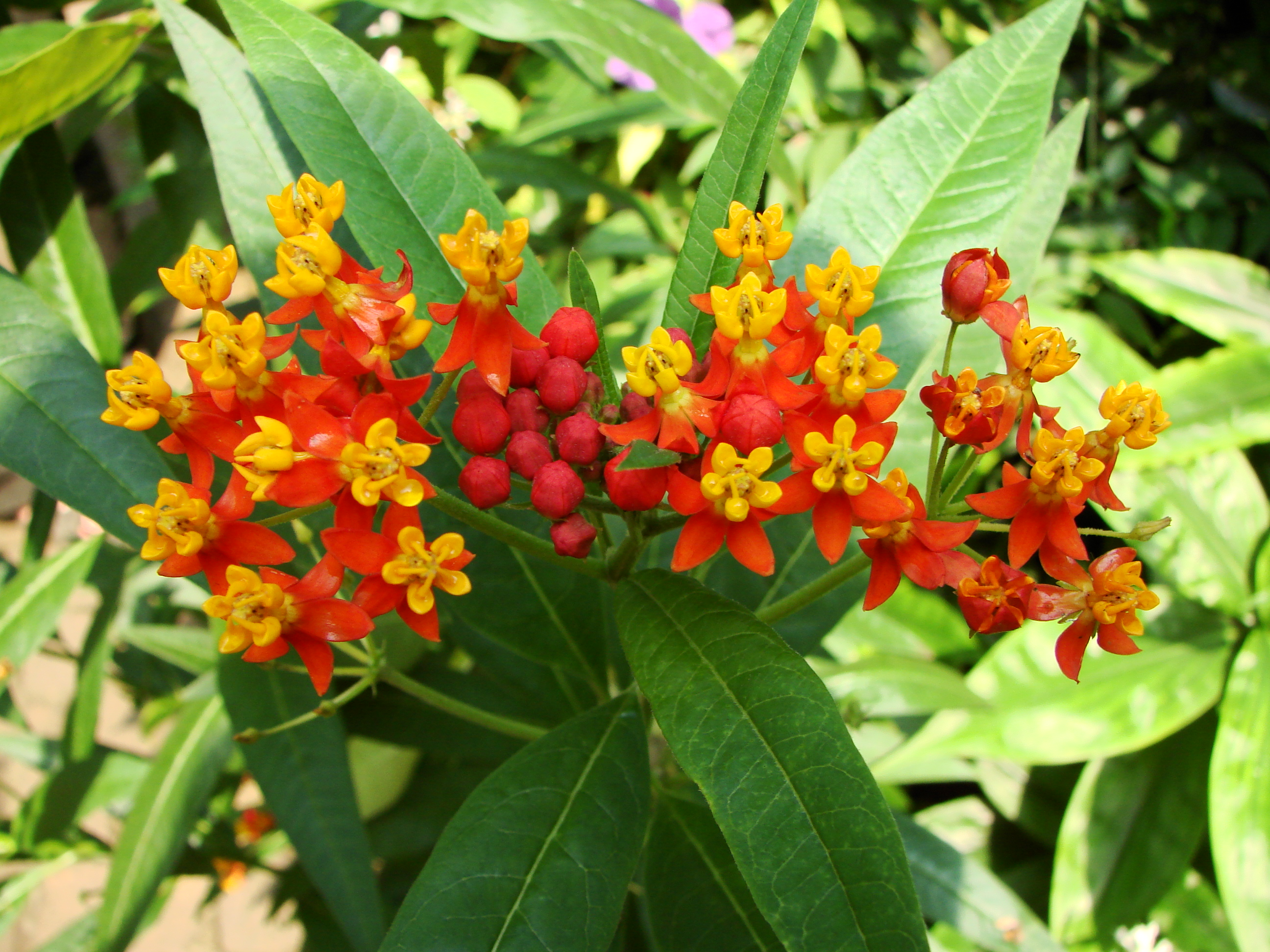
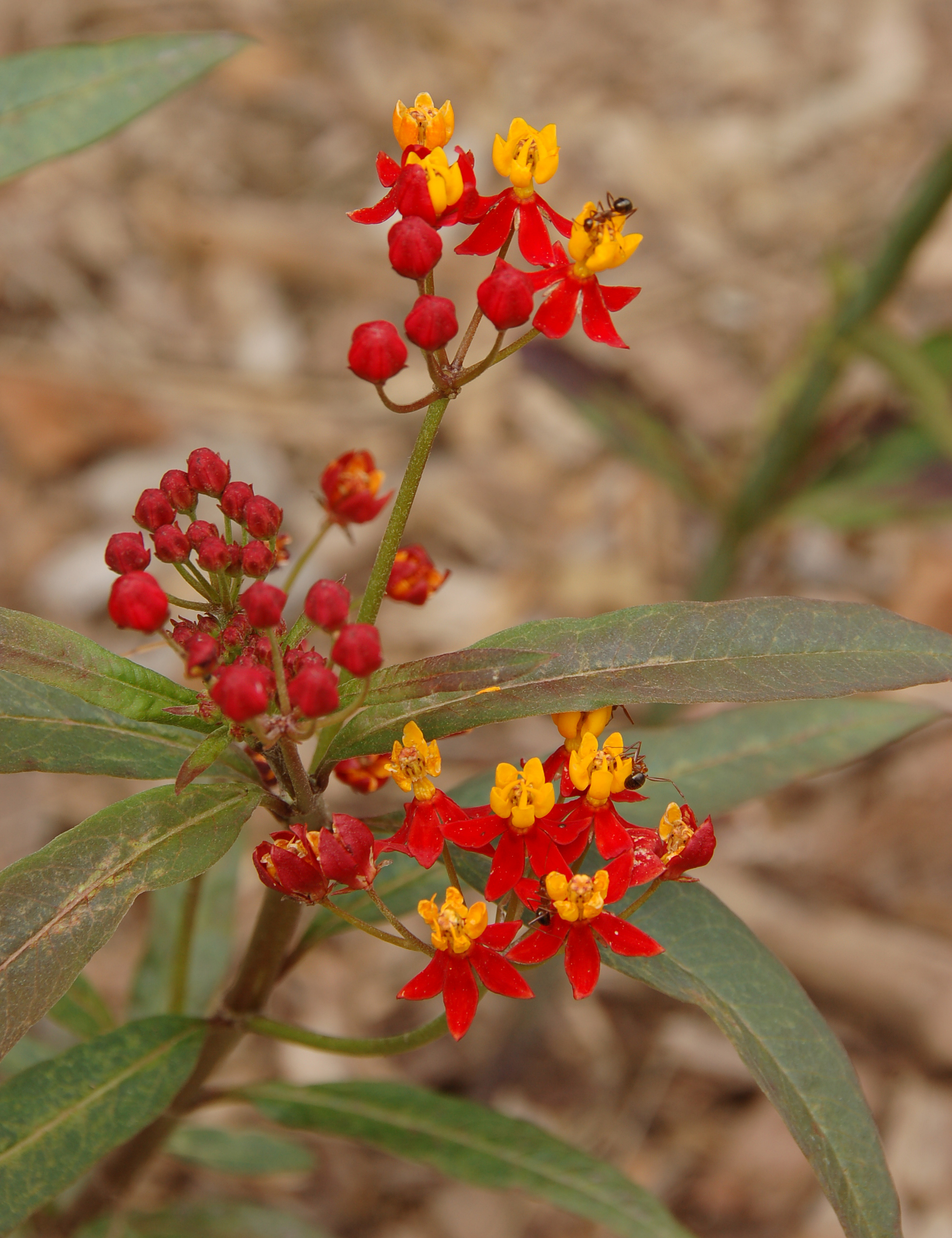
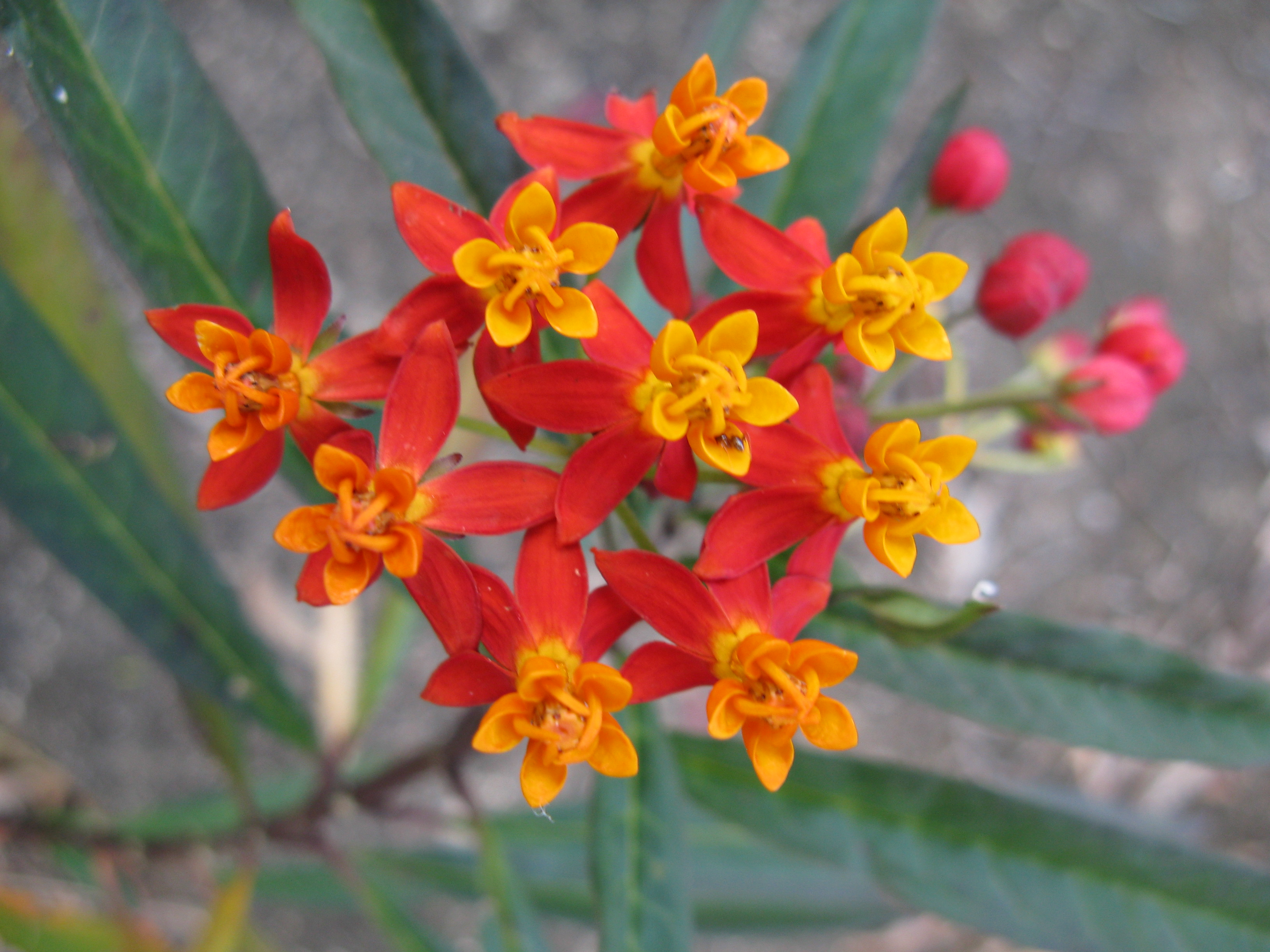
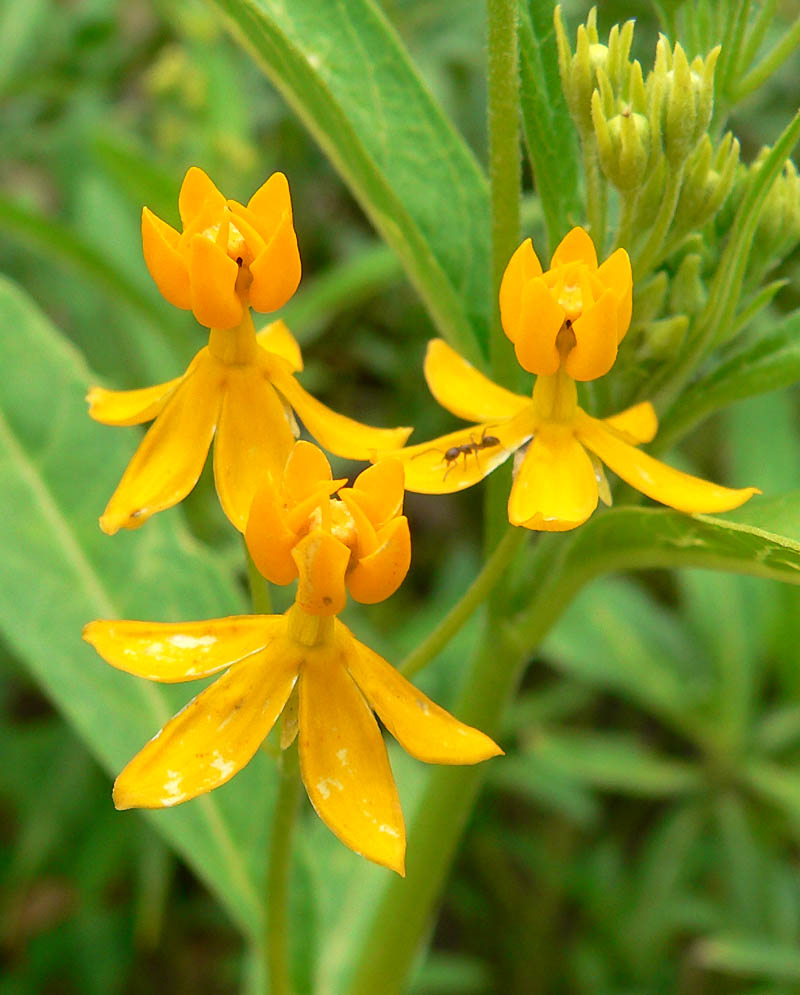
a termesztett 'Silky Gold' virágai
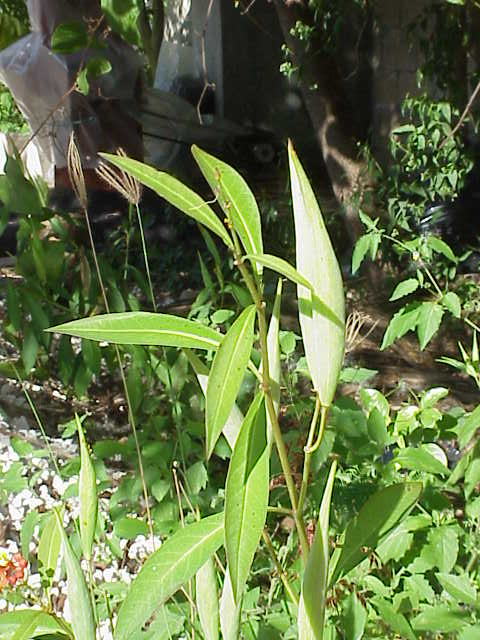
levelei
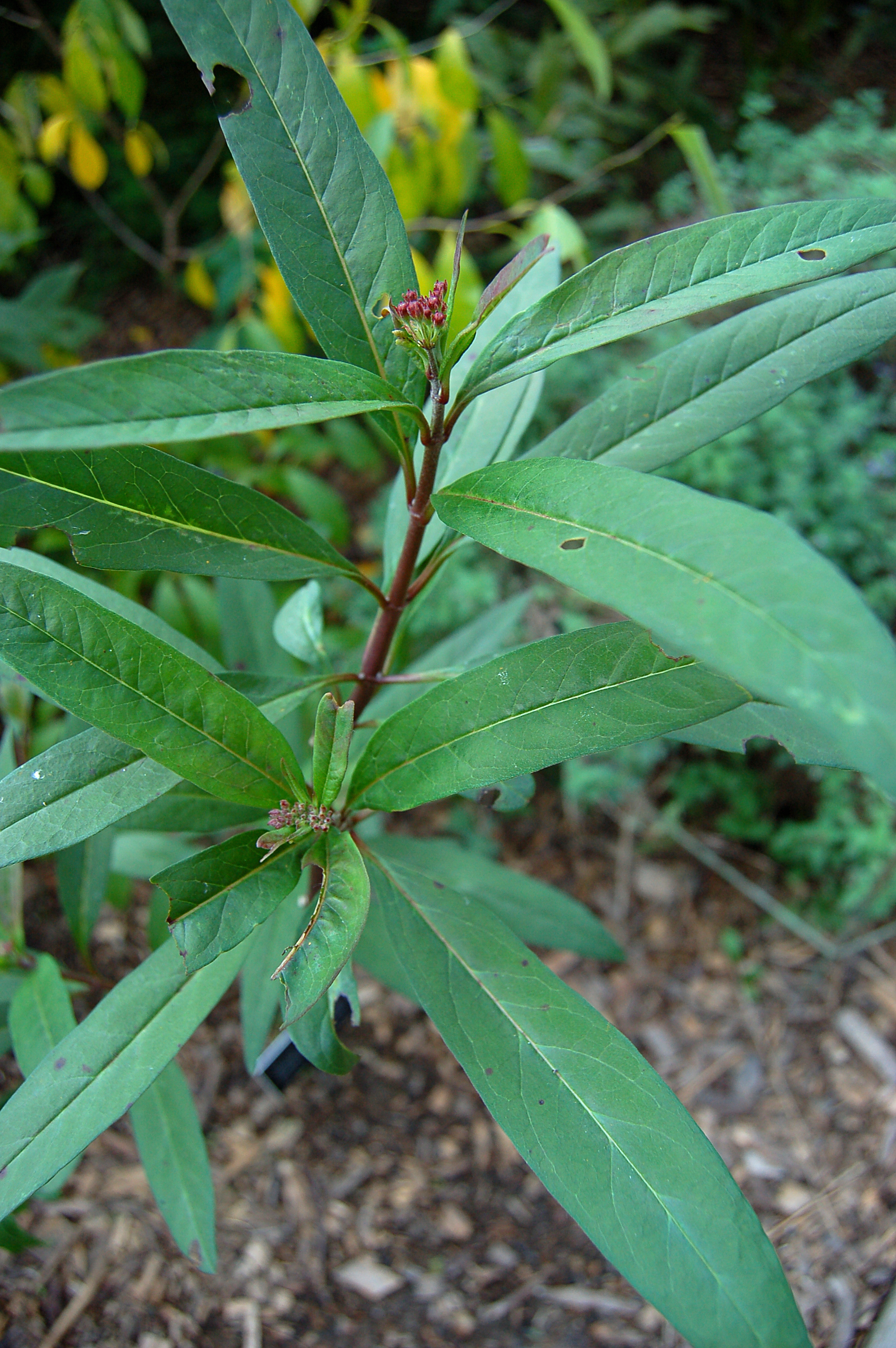
a termesztett 'Silky Red' levelei
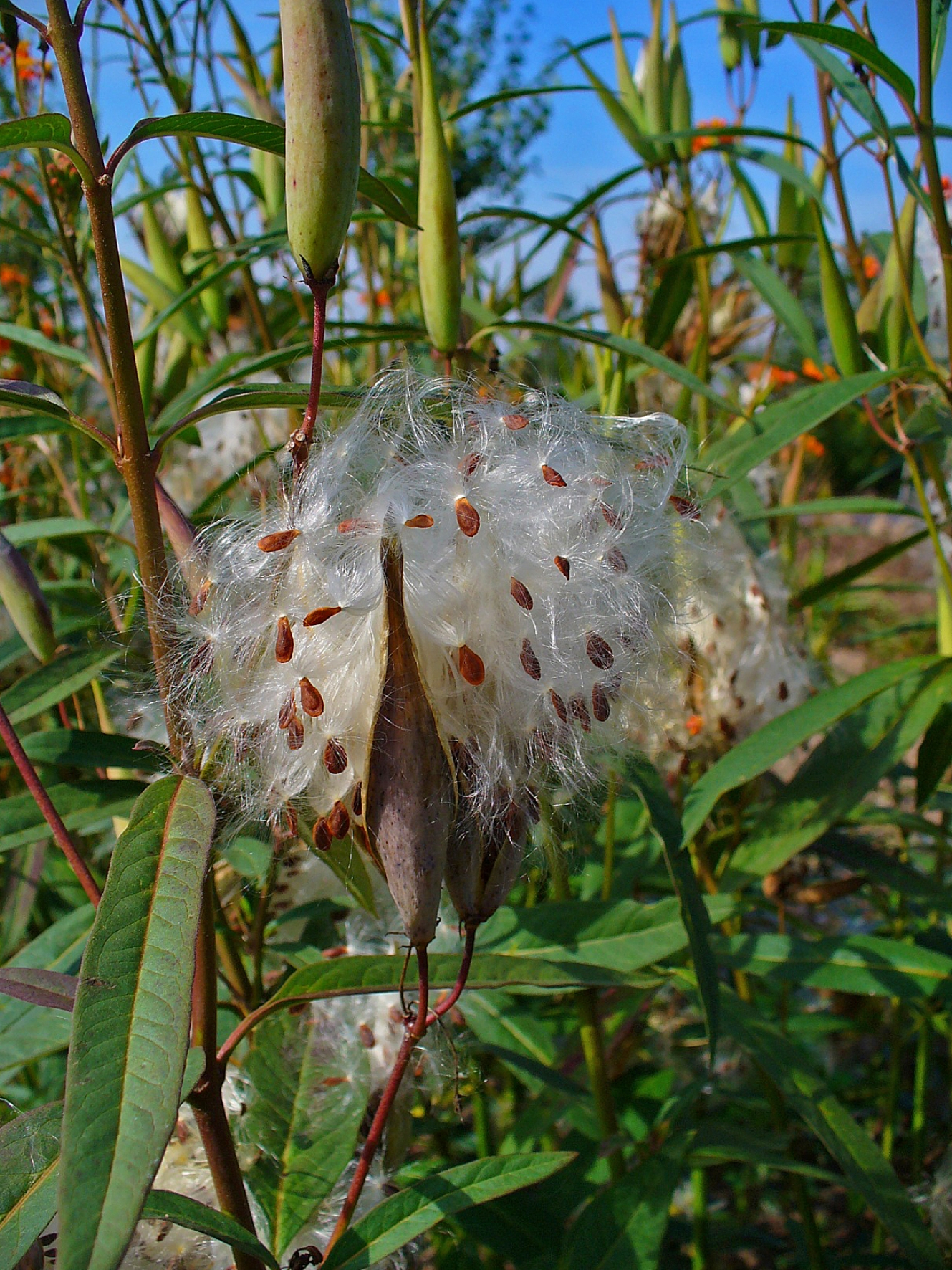
magvai
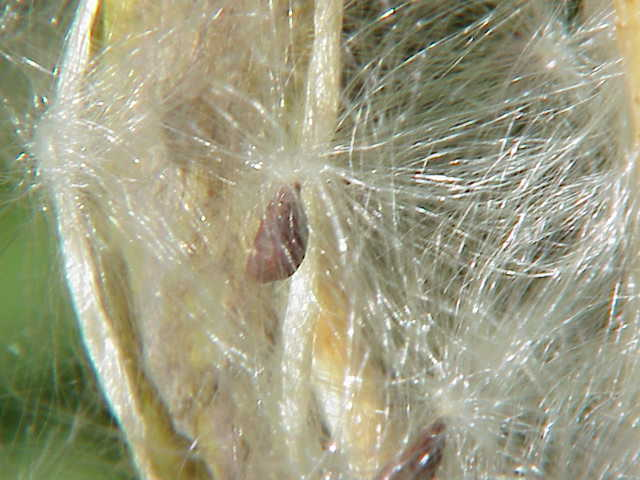
mag selymes szőrüstökkel
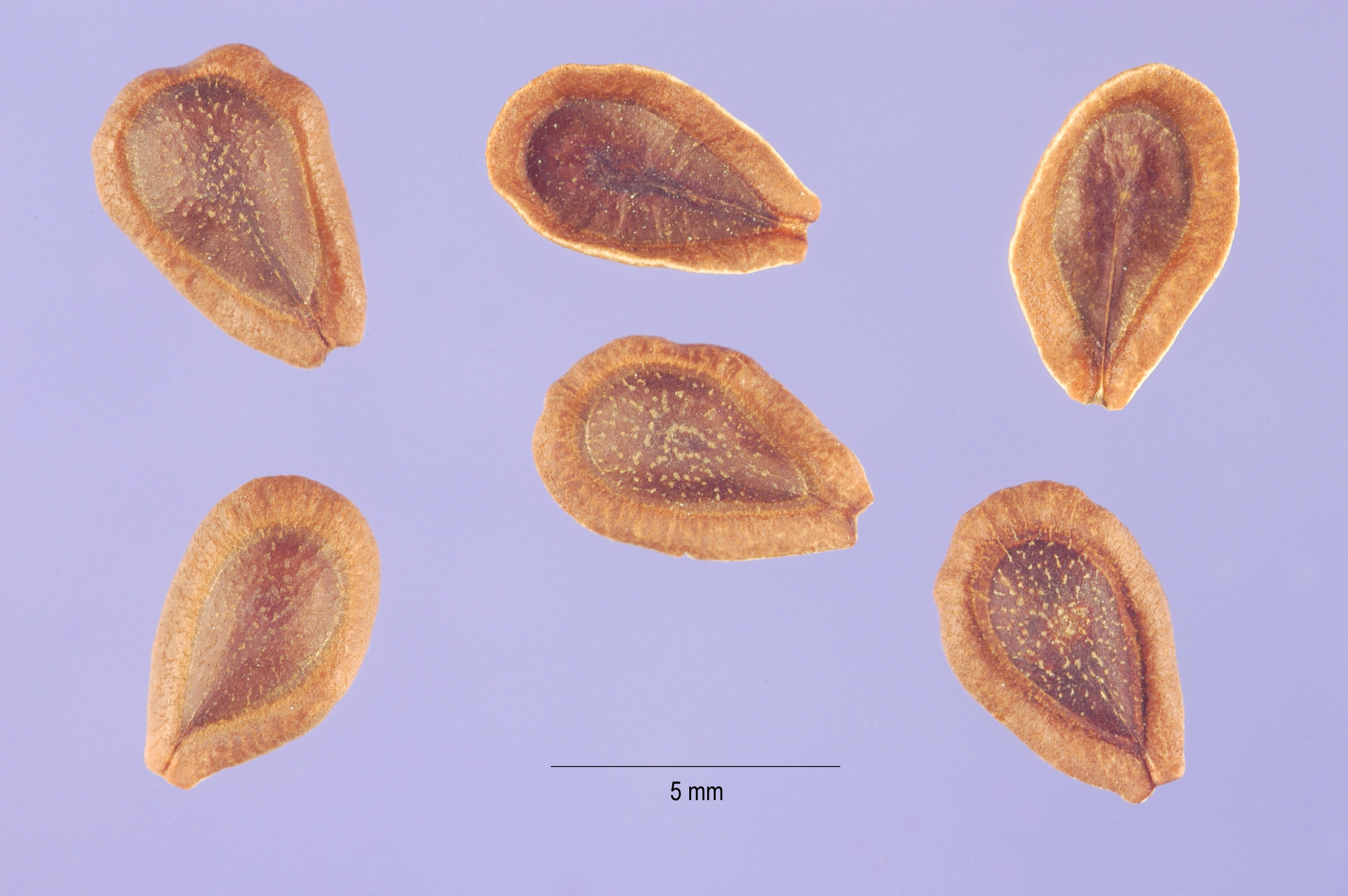
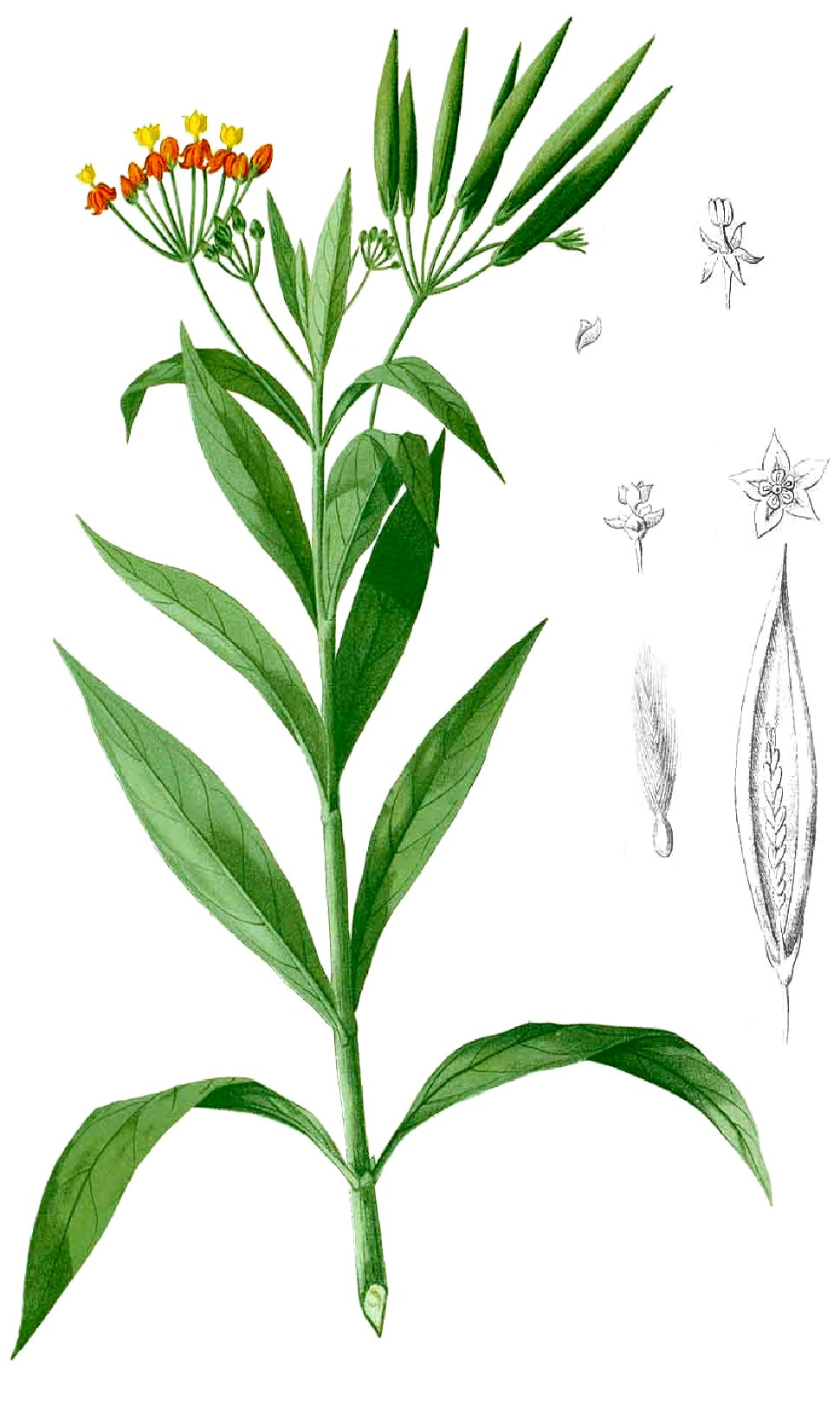
rajz a növényről